# Roger B. Merriman
Roger Bigelow Merriman (Boston, 24 de mayo de 1876 - Nuevo Brunswick, 7 de septiembre de 1945) fue un historiador estadounidense, profesor en la Universidad de Harvard.
Fue autor de obras como Life and Letters of Thomas Cromwell (1902), en dos volúmenes, sobre el inglés Thomas Cromwell; Annals of Charles V (1912), una edición en inglés del original sobre Carlos V del cronista Francisco López de Gómara; The Rise of the Spanish Empire in the Old World and the New, una serie de cuatro volúmenes; o Suleiman the Magnificent, 1520-1566 (1944), una biografía de Solimán el Magnífico; entre otras.